# Charles Rolls
Pour les articles homonymes, voir Charles Stewart (homonymie), Stewart et Rolls-Royce.
Charles Rolls (Sir Charles Stewart Rolls de Llangattock) (Mayfair, Londres 27 août 1877 - Bournemouth 12 juillet 1910) est un aristocrate de la noblesse britannique, originaire du Pays de Galles, ingénieur en mécanique, pilote pionnier de la compétition automobile et de l'histoire de l'aviation, titulaire d'un des premiers brevet de pilote du 10 janvier 1910, et cofondateur de la prestigieuse marque automobile de luxe Rolls-Royce en 1904 avec Frederick Henry Royce.

## Biographie

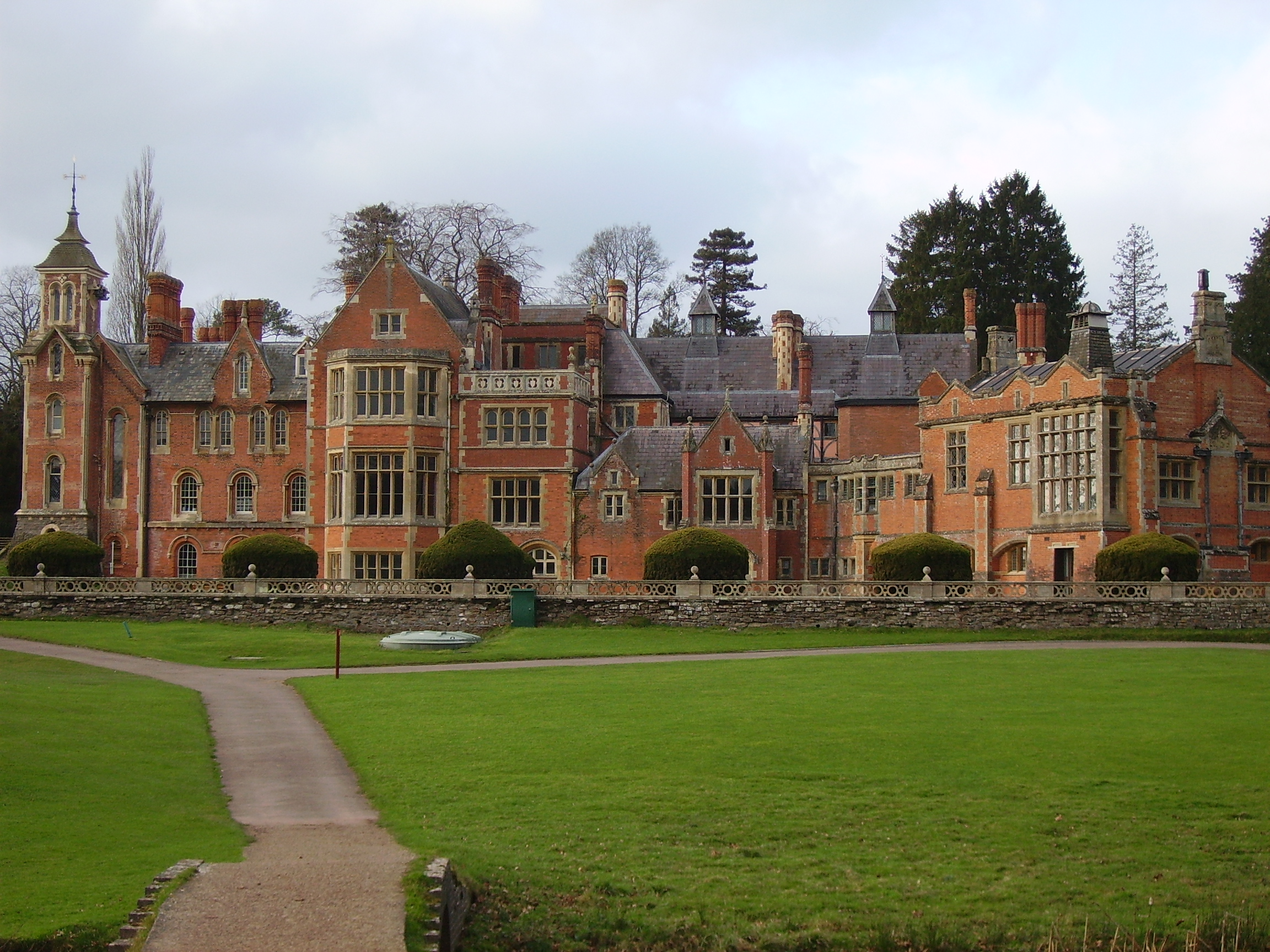
Manoir familial Rolls The Hendre, de Llangattock Vibon Avel, au Pays de Galles

Il naît le 27 août 1877 à Berkeley Square, à Londres dans une richissime famille de l'aristocratie britannique, troisième fils du baron John Rolls de Llangattock, de Monmouth au Pays de Galles et de sa femme Georgiana Rolls. Il suit sa scolarité au Collège d'Eton, puis au Trinity College de l'Université de Cambridge, d’où il sort ingénieur en mécanique et en science appliquée.

## Importateur de voitures de luxe et compétition automobile
Passionné par l'automobile, il s'achète une Peugeot Type 15 de 1896 à Paris, pour ses 18 ans, une des premières automobiles du Royaume-Uni, avec laquelle il se rend à l'Université de Cambridge, puis devient un des pilotes pionniers de la compétition automobile, détenteur de quelques records de vitesse de l'époque. Il fonde avec succès une luxueuse concession d'automobiles CSRolls & Co dans le quartier Fulham de Londres, puis sur Piccadilly, où il commercialise auprès de l'aristocratie britannique les premières automobiles de série importées d'Europe (Peugeot, Panhard, Minerva...). 

### Quelques courses

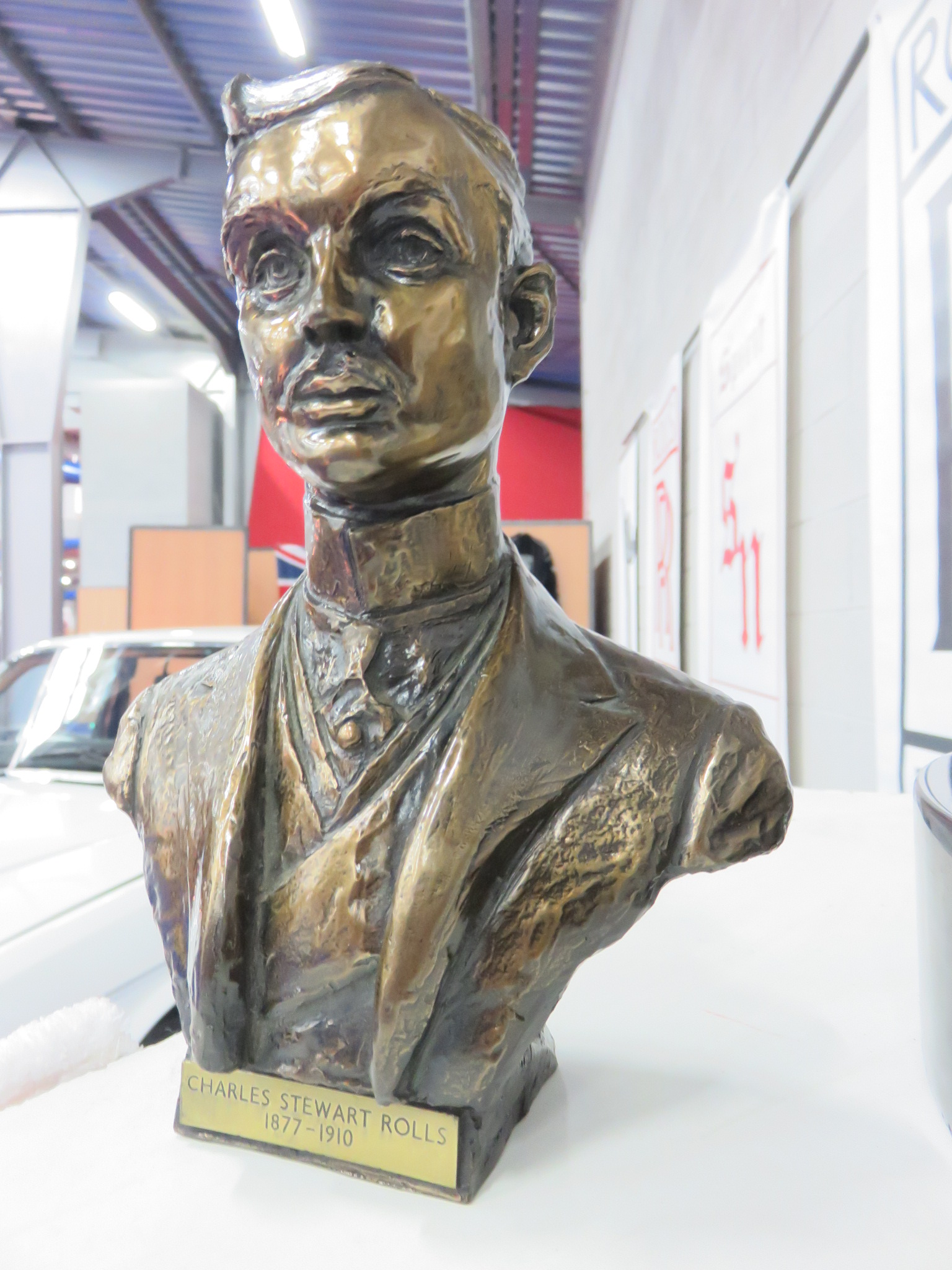

Gentleman-driver, et membre de l'Équipe de Grande-Bretagne automobile, il participe à de nombreuses courses dont :

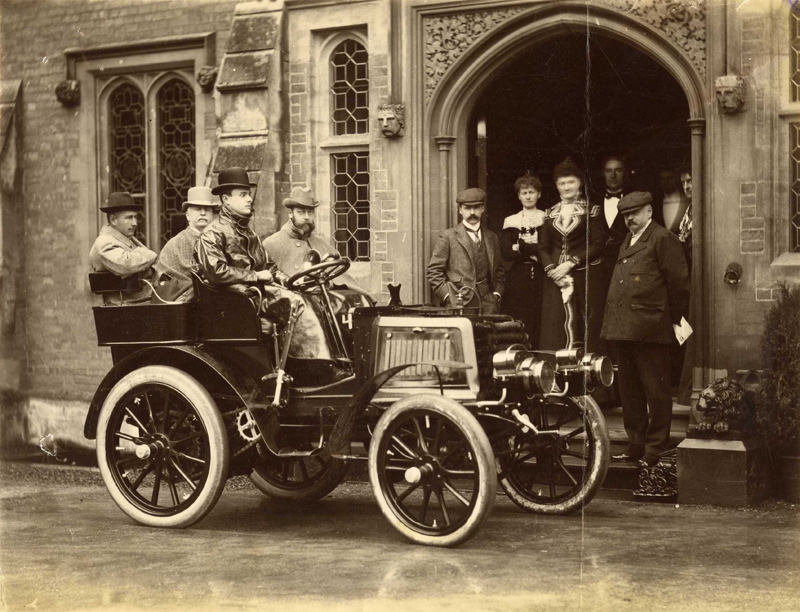
Avec sa Panhard & Levassor, ses parents, et le futur roi George V, devant le manoir familial The Hendre.

- 1899 : Course de côte de Petersham Hill (près de Richmond) sur Panhard 6 HP[2];
- 1900 : Course de côte de Taddington Hill (près de Buxton), sur Panhard 12 HP;
- 1900 : Course de côte de Dunmail Raise, sur Panhard 12 HP;
- 1900 : Vainqueur du One Thousand Miles 1900 de Londres (un reliability trial Londres-Bristol-Birmingham-Manchester-Derby-Kendal-Carlisle-Edinburgh-Newcastle-Leeds-Sheffield-Nottingham-London, sur Panhard 12HP)[3];
- 1900 : copilote mécanicien embarqué du pilote Selwyn Edge, sur Napier, lors de la course Paris-Toulouse-Paris (abandon).
- 1900 : Course de côte de Birkhill (près de Moffat), sur Panhard 12 HP, lors de la course de 1 000 Miles citée);
- 1901 : course automobile Paris-Berlin
- 1902 : Course automobile Paris-Vienne
- 1903 : Course de côte de Dashwood Hill, sur Napier 45HP (lors des courses de Gordon Bennett);
- 1903 : Course de côte de Ballyfinane (à Killorglin Hill), sur Mors (ou Kerry Cup);
- 1903 : Course automobile Paris-Madrid, sur Panhard
- 1905 : Coupe automobile Gordon Bennett
- 1906 : Vainqueur du RAC Tourist Trophy, sur Rolls-Royce 20 HP

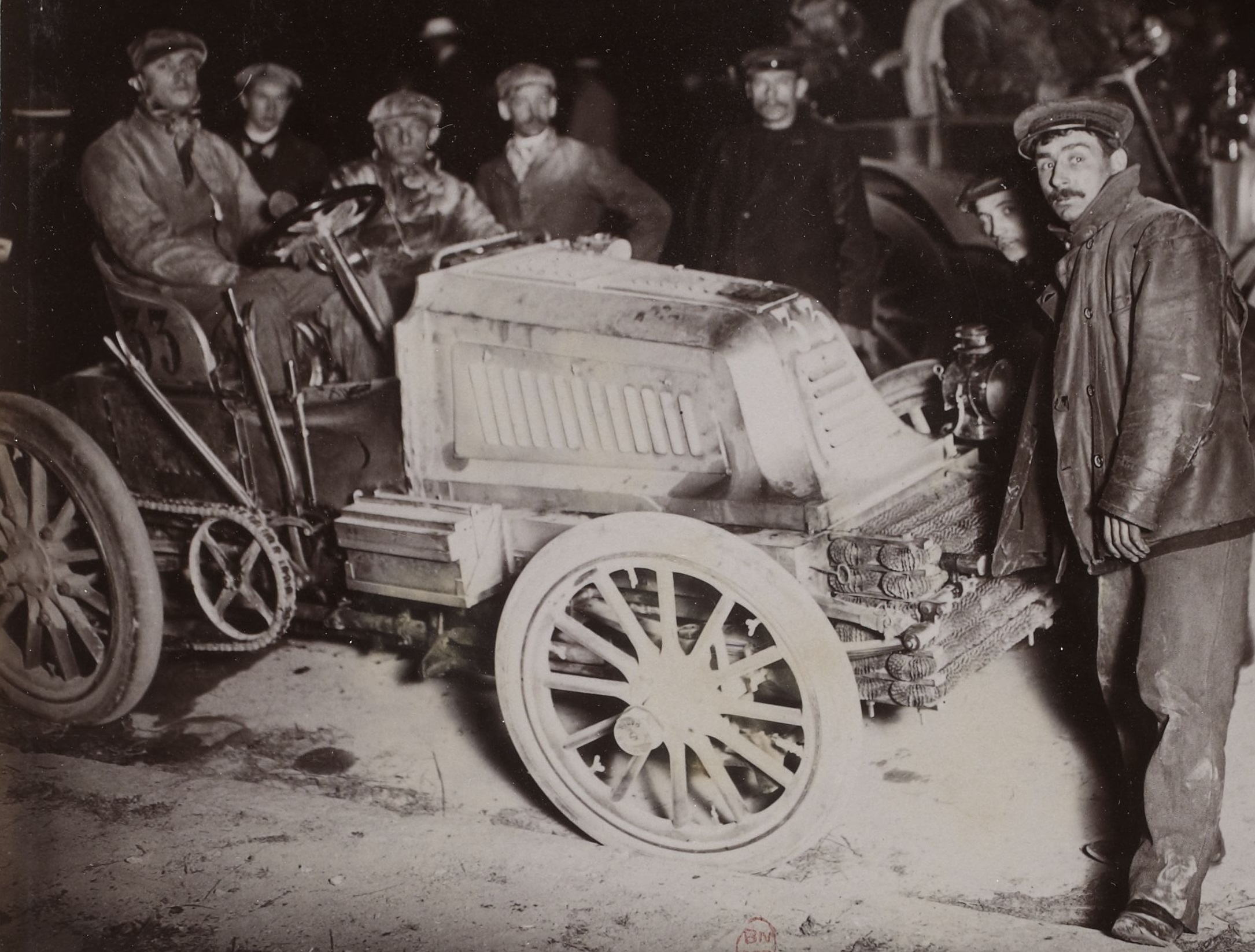
Course automobile Paris-Berlin 1901
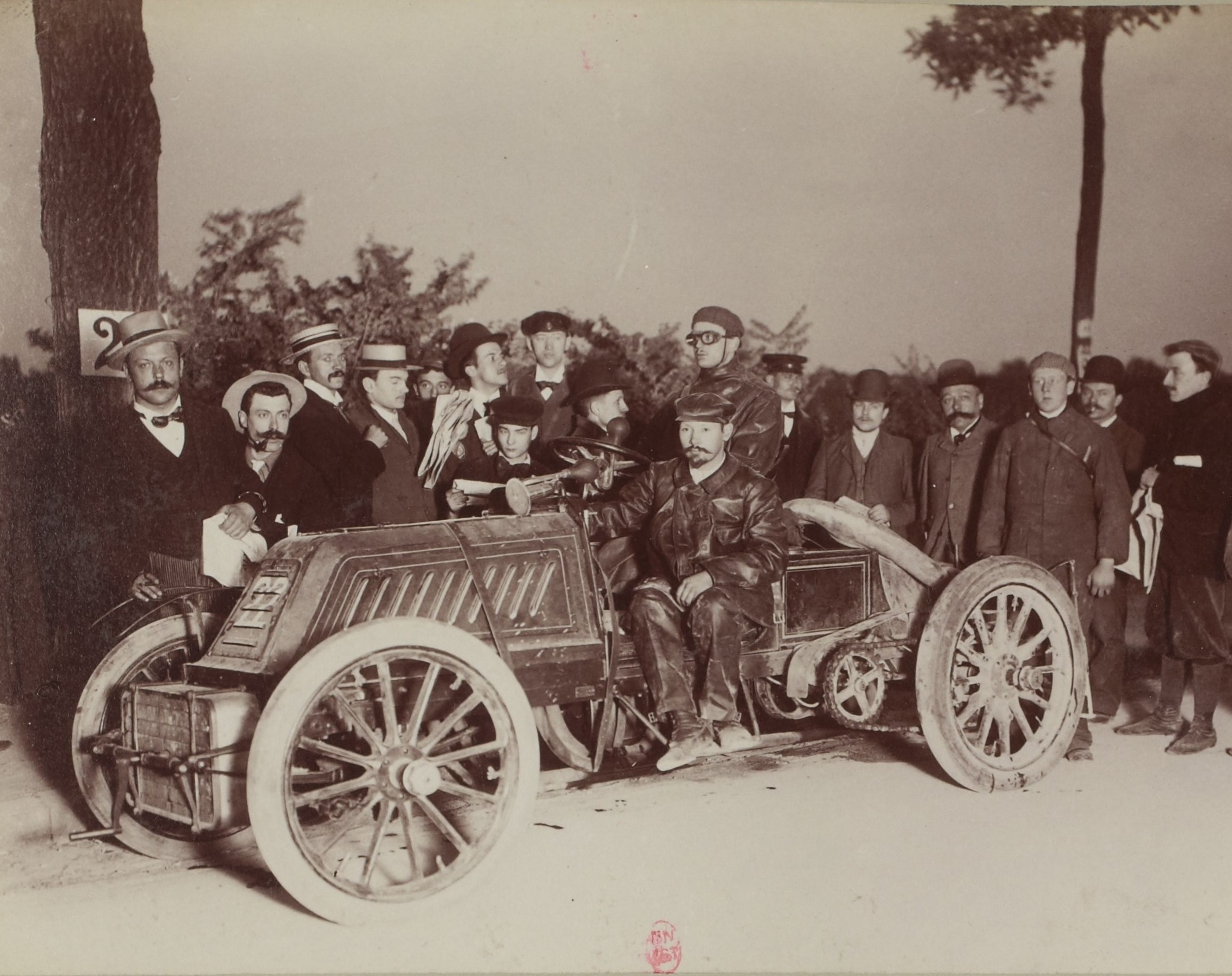
Course automobile Paris-Vienne 1902
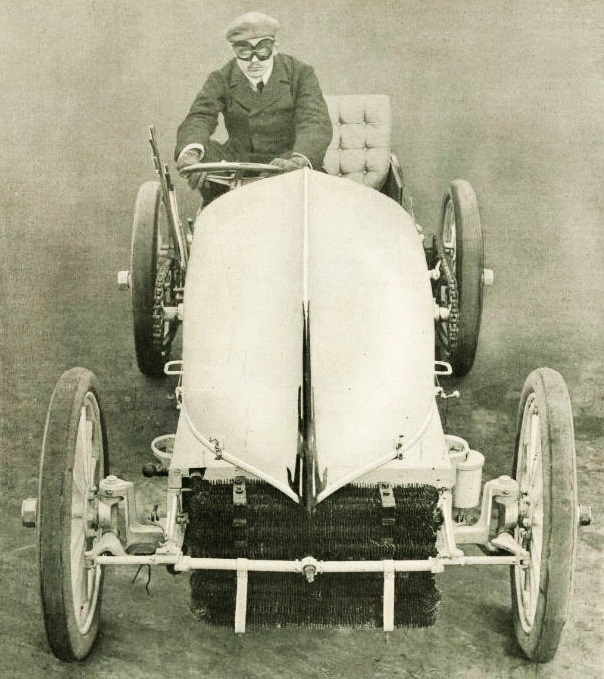
Welbeck Abbey en 1903 (133 km/h)
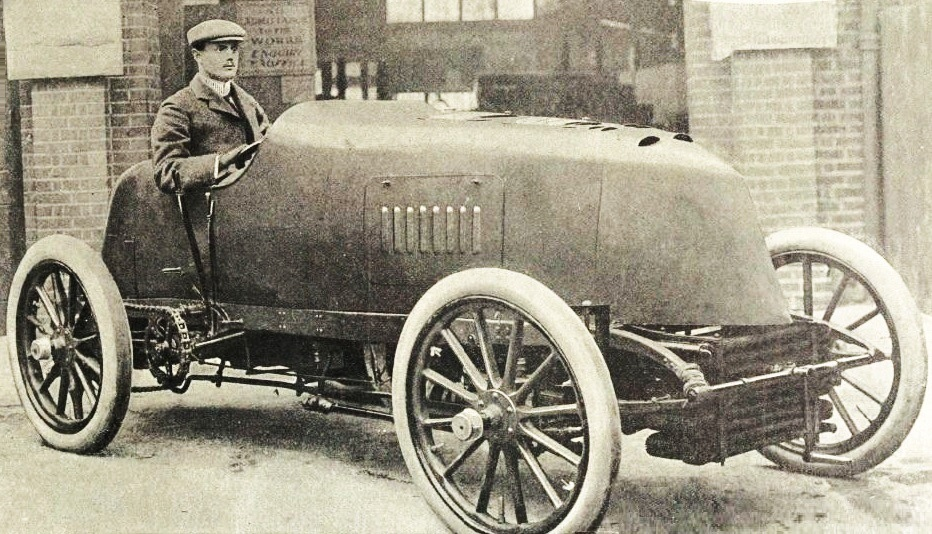
Welbeck Abbey en 1903 (136.440 km/h, sur Mors Z)
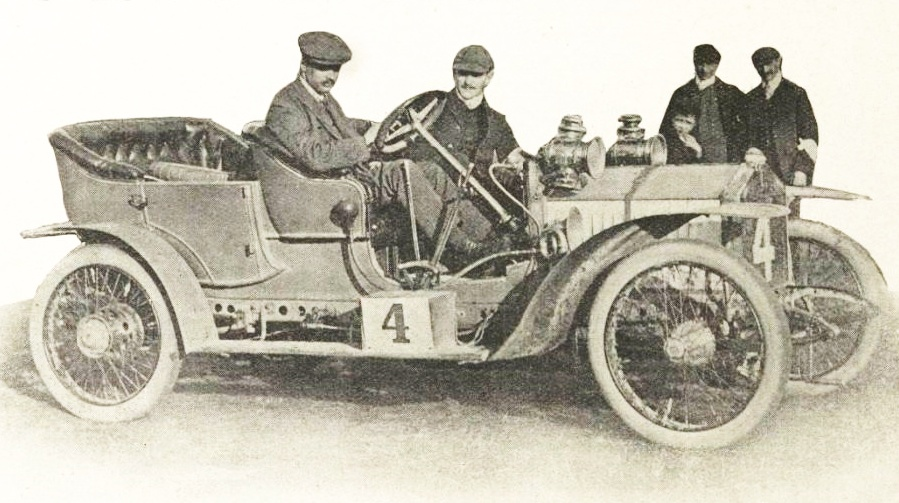
Vainqueur du RAC Tourist Trophy 1906, sur Rolls-Royce 20 HP
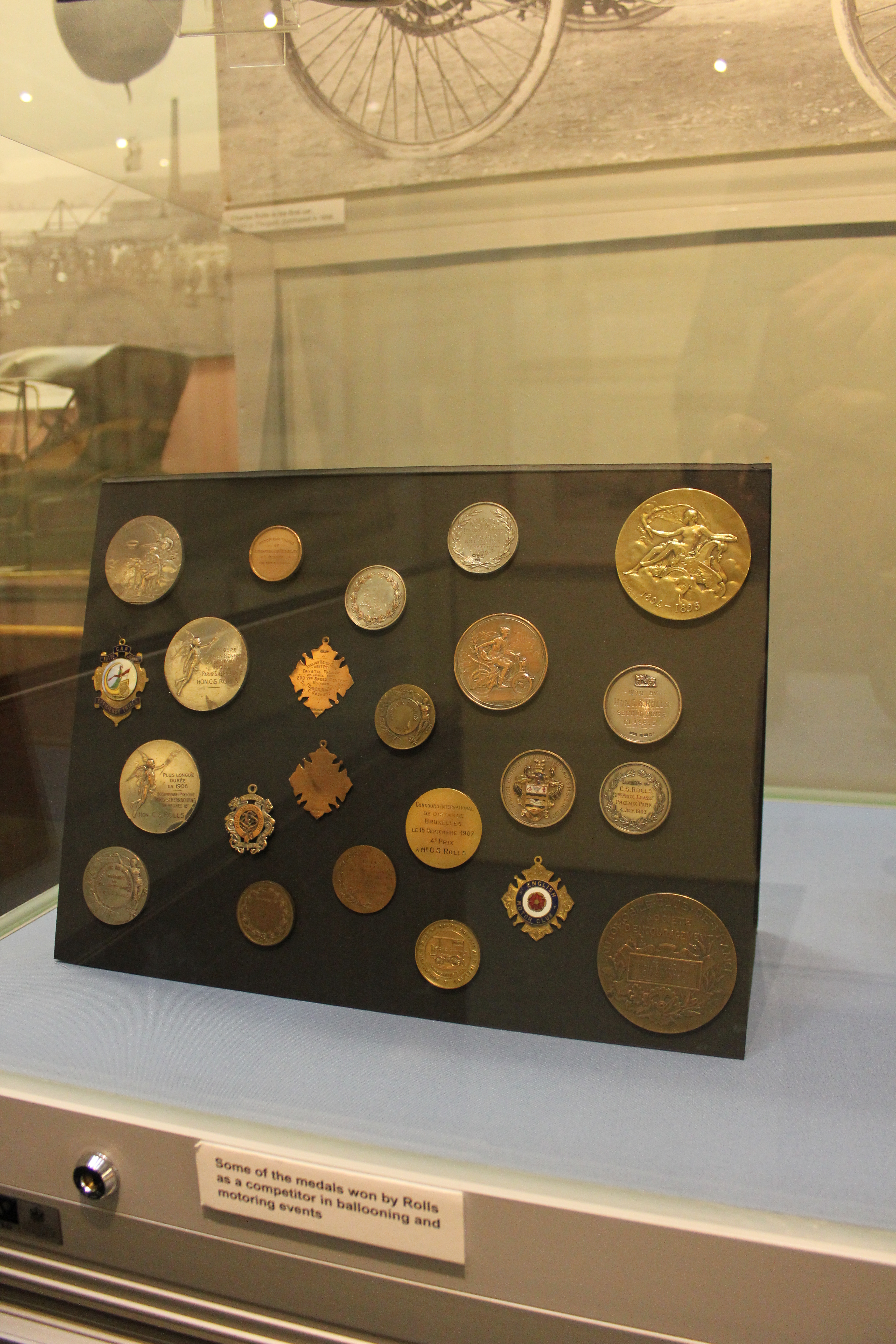
Quelques médailles

En 1902, puis mars et octobre 1903, Charles Rolls bat officieusement par trois fois le record du kilomètre lancé, à Welbeck Abbey en Angleterre sur la propriété du duc de Portland (à la vitesse de 133 puis de 136,440 km/h en 1903). Mais le parcours comporte une légère montée et une légère descente, ne pouvant ainsi prétendre à une homologation de record de vitesse terrestre.
En 1904, âgé de 27 ans, un ami lui présente Henri Royce, alors âgé de 41 ans, qui vient de fonder la « Royce Company » à Manchester pour fabriquer et commercialiser sa propre première voiture (Royce 10 HP, rebaptisée ensuite en Rolls-Royce 10 HP) de 2 cylindres et 10 chevaux, dont tout le monde fait l'éloge de l'exceptionnelle esthétique, luxe, robustesse, fiabilité, silence, confort, souplesse... Il est emballé par les essais. Enfin une voiture anglaise digne de toutes les louanges, qu'il s'engage à commercialiser sous son nom. Rolls participe à la Coupe Gordon Bennett 1905 sur Wolseley, et rachète à titre personnel la Panhard & Levassor victorieuse du Paris-Marseille-Paris, pilotée par Émile Mayade.

## Fondation de Rolls-Royce
Le 4 mai 1904 Rolls et Royce s'associent et fusionnent leurs entreprises en Rolls-Royce. La marque se fait immédiatement une excellente réputation auprès des clients d'automobiles d'élite et aristocratiques de Charles Rolls, pour leur très haut niveau de qualité et de perfection. Les voitures les plus chères, mais aussi les meilleures du monde qui imposent un respect universel dès 1910. Les premières Rolls-Royce sont présentées avec succès au Salon de l'automobile de Paris de décembre 1904. Les voitures remportent de nombreuses courses des années 1900 où elles se distinguent par leur grande fiabilité. 

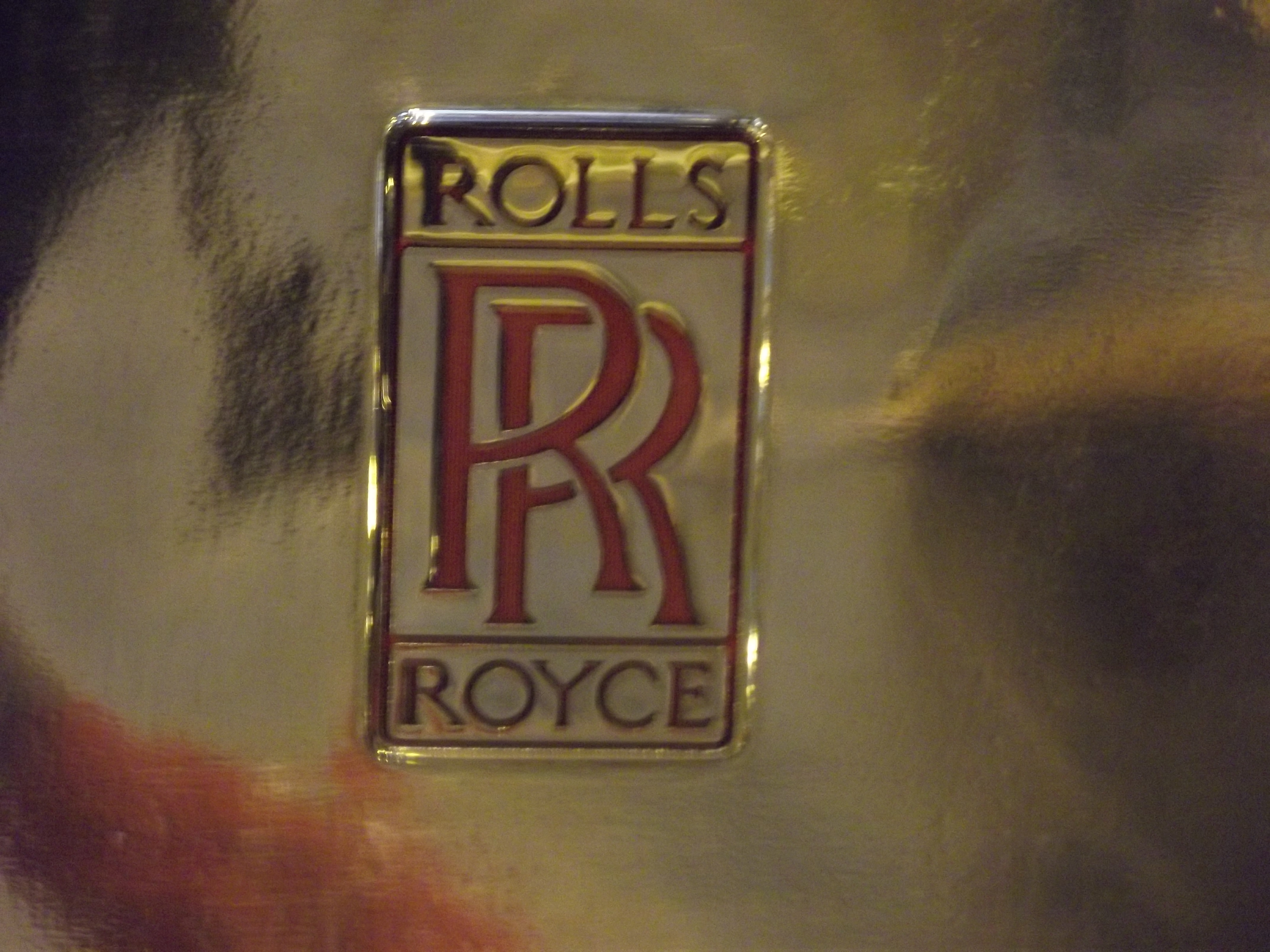
Rolls-Royce
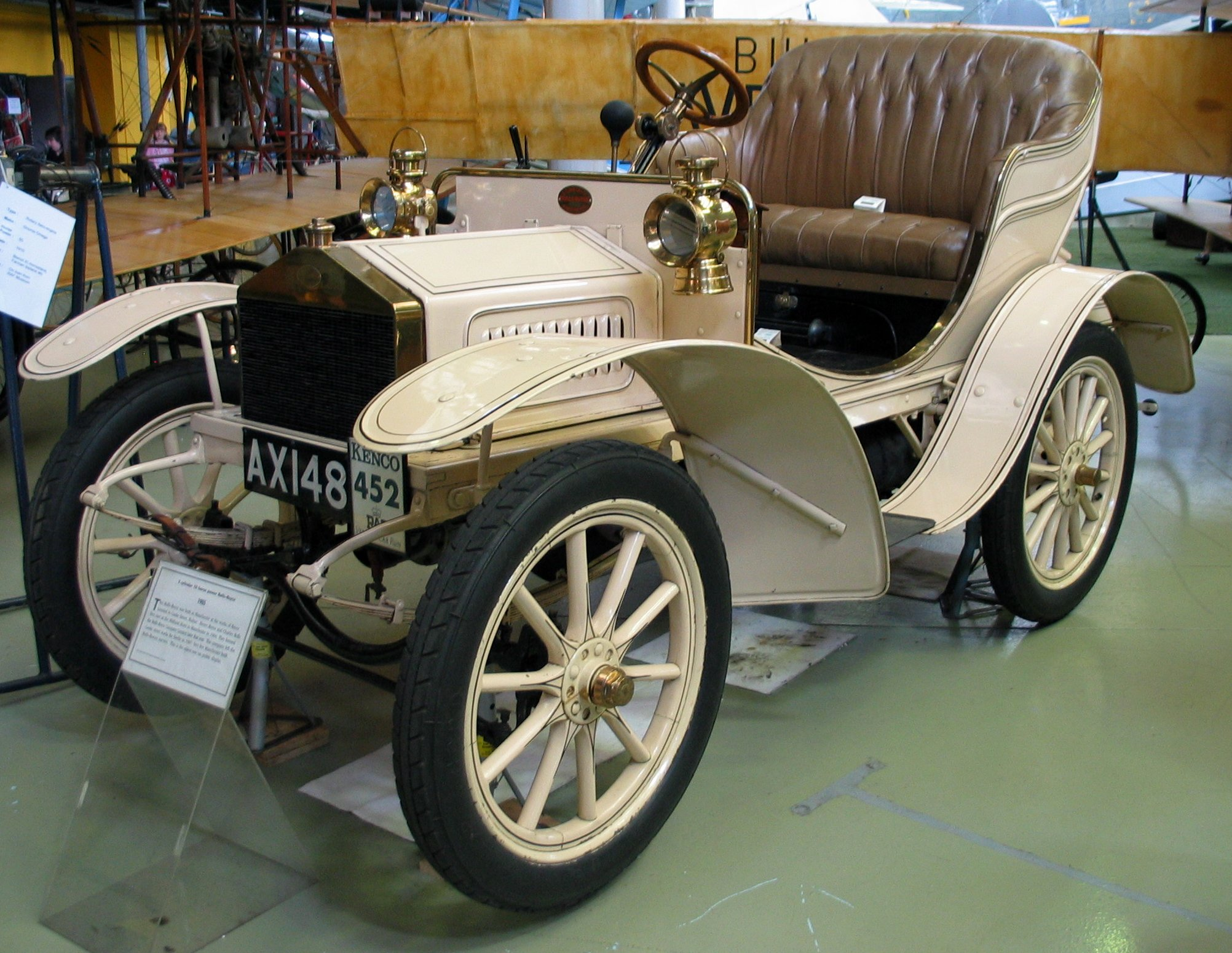
Première Rolls-Royce 10 HP de 2 cyl et 10 ch d'Henri Royce en 1904
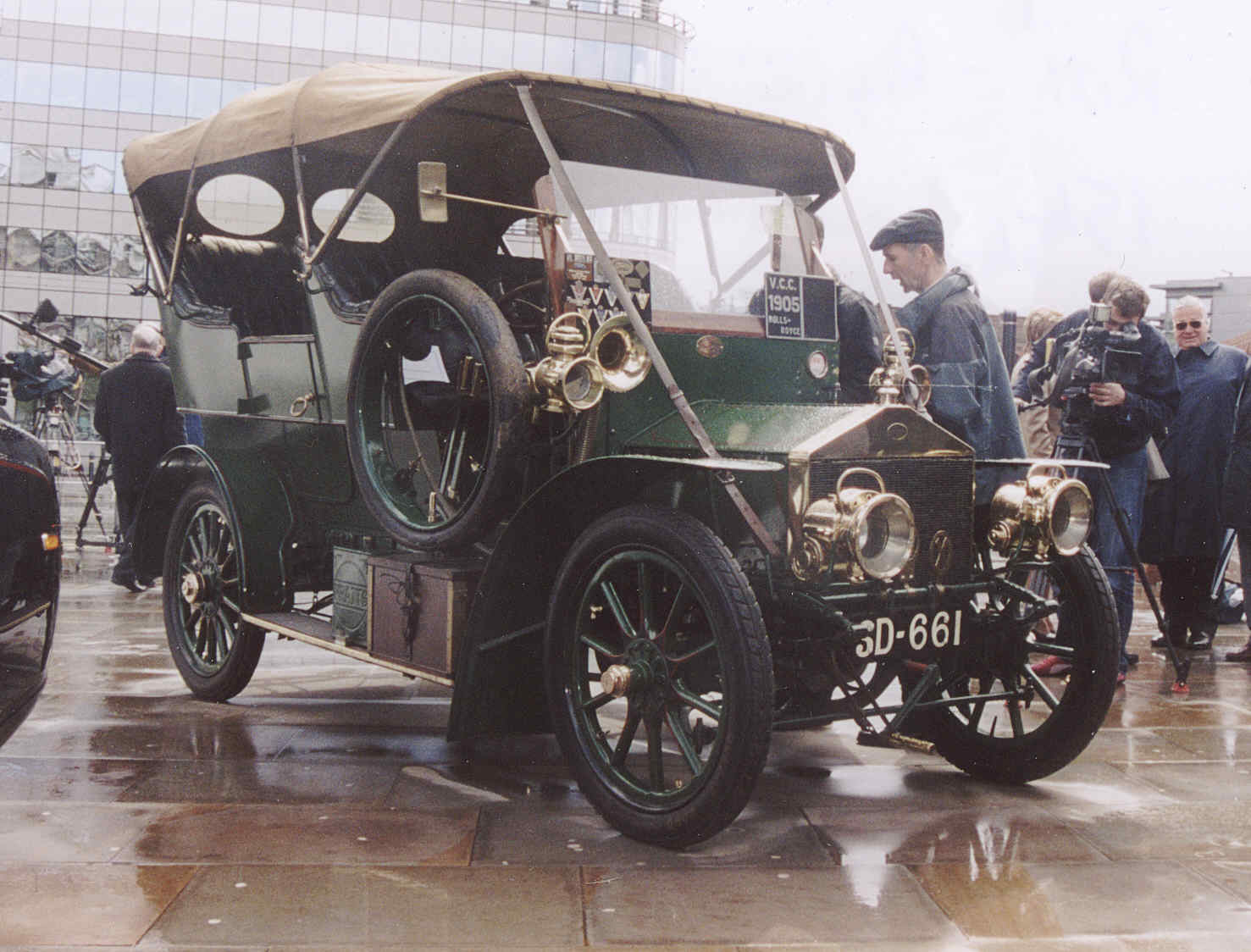
Rolls-Royce 15 HP (1904)
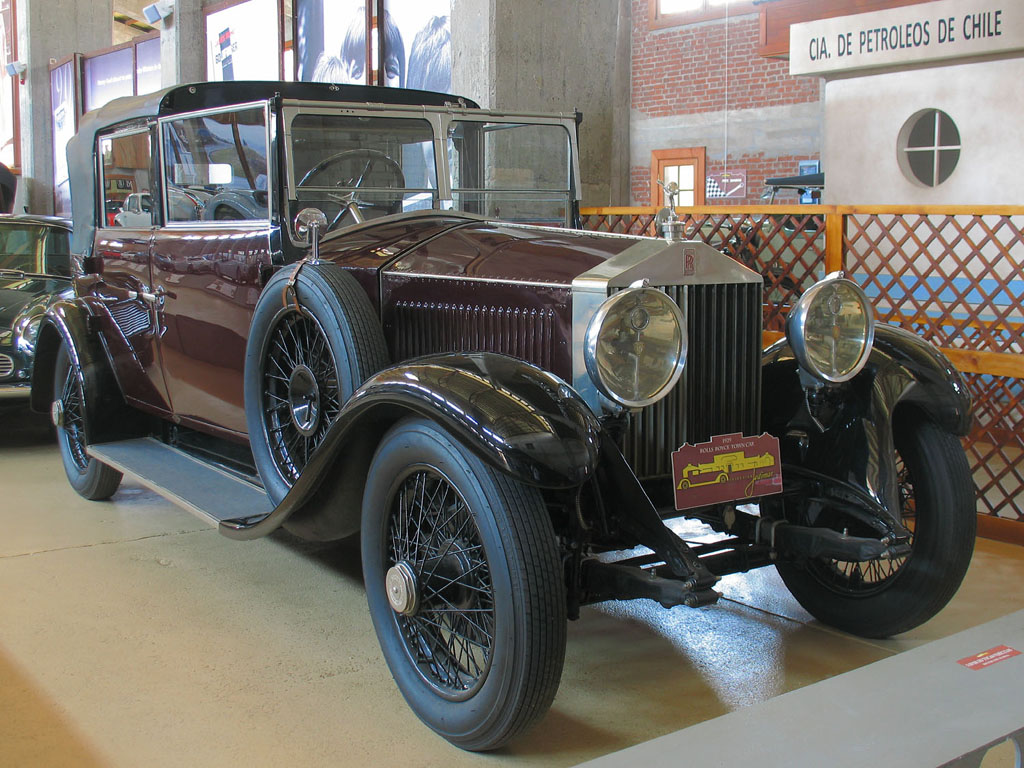
Rolls-Royce 20 hp (1905)
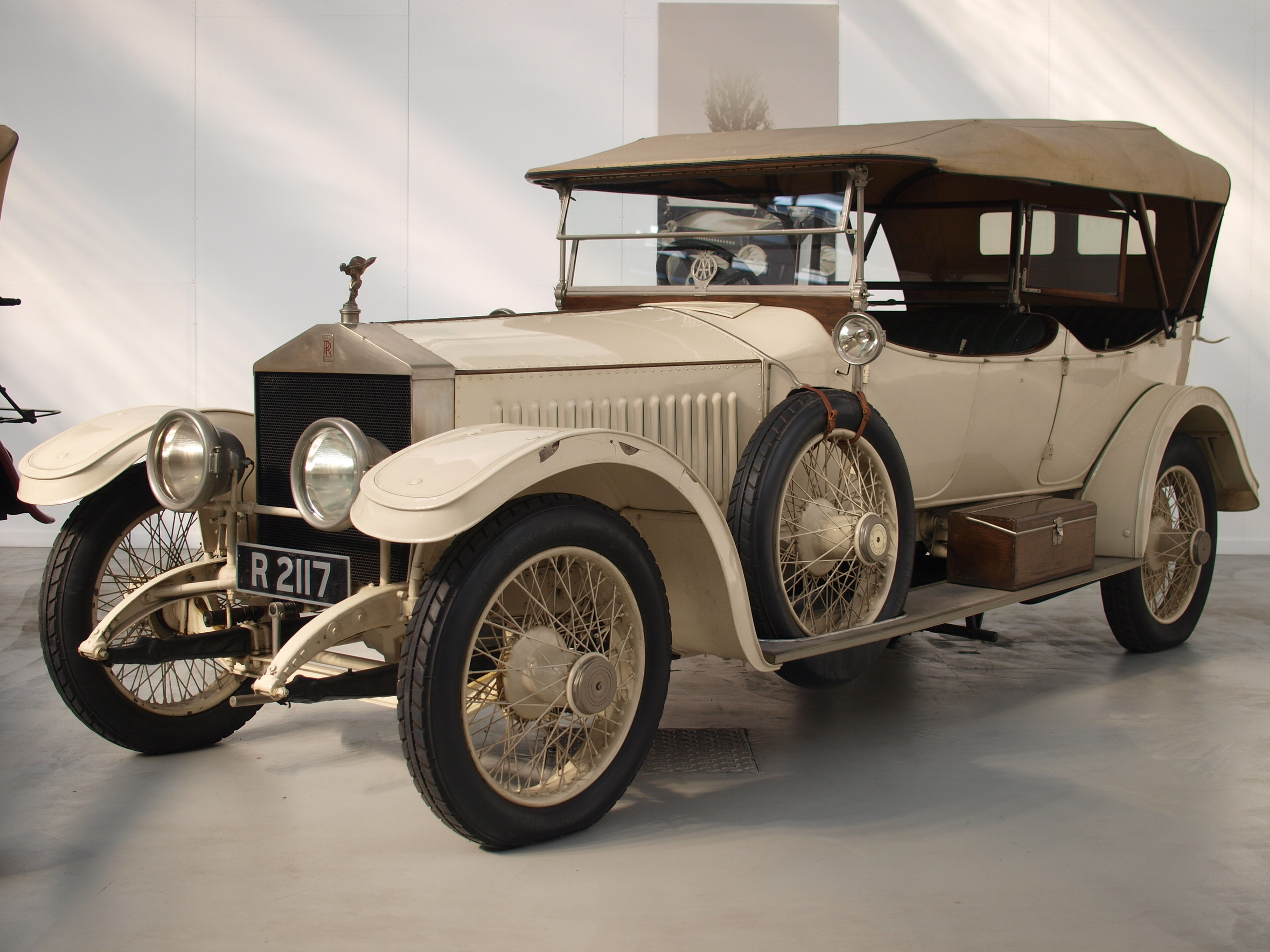
Rolls-Royce Silver Ghost (1907)

Charles Rolls abandonne à la célèbre première course du Tourist Trophy de l'Île de Man de 1905, puis gagne l'année suivante au volant d'une Rolls-Royce 30 HP. Il déclare : « Comme je n'ai fait que rester assis à attendre que la voiture franchisse la ligne d'arrivée, le mérite revient à monsieur Royce qui en est le dessinateur et le constructeur ». 

## Pionnier de l'aviation

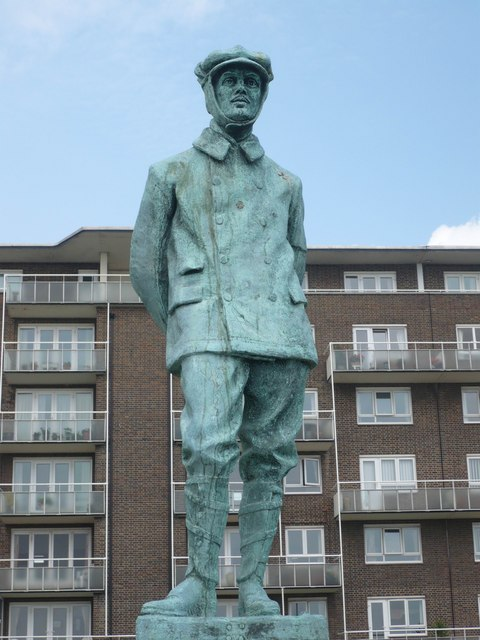
Statue de Douvres

Devenu membre de l'Aéro-Club de France, il obtient un des premiers brevet de pilote de l'histoire de l'aviation en 1910. Pilote passionné des premiers avions et ballon dirigeable de série de l'histoire de l'aviation, le 2 juin 1910, il est le premier homme à faire « l'aller retour » Douvres (en Angleterre) - Calais (en France) sans escales au-dessus de la Manche avec son biplan Wright Model A des frères Wright (la série des Wright Flyer sont à partir de 1903 les premiers avions à moteur à essence de l'histoire de l'aviation) une traversée récompensée par une coupe de 2 000 francs offerte par la famille Ruinart (Louis Blériot est le premier pilote à traverser la Manche le 25 juillet 1909 avec son Blériot XI).

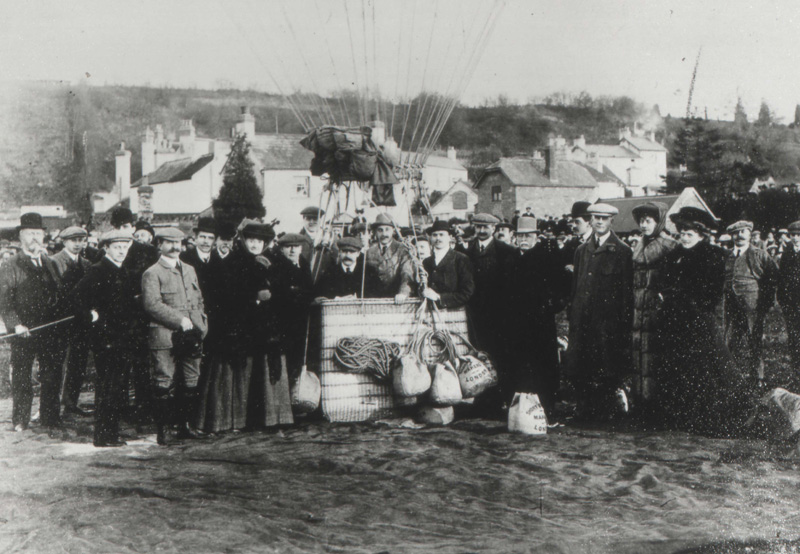
En ballon dirigeable en 1906
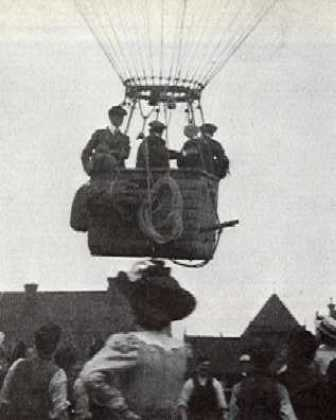
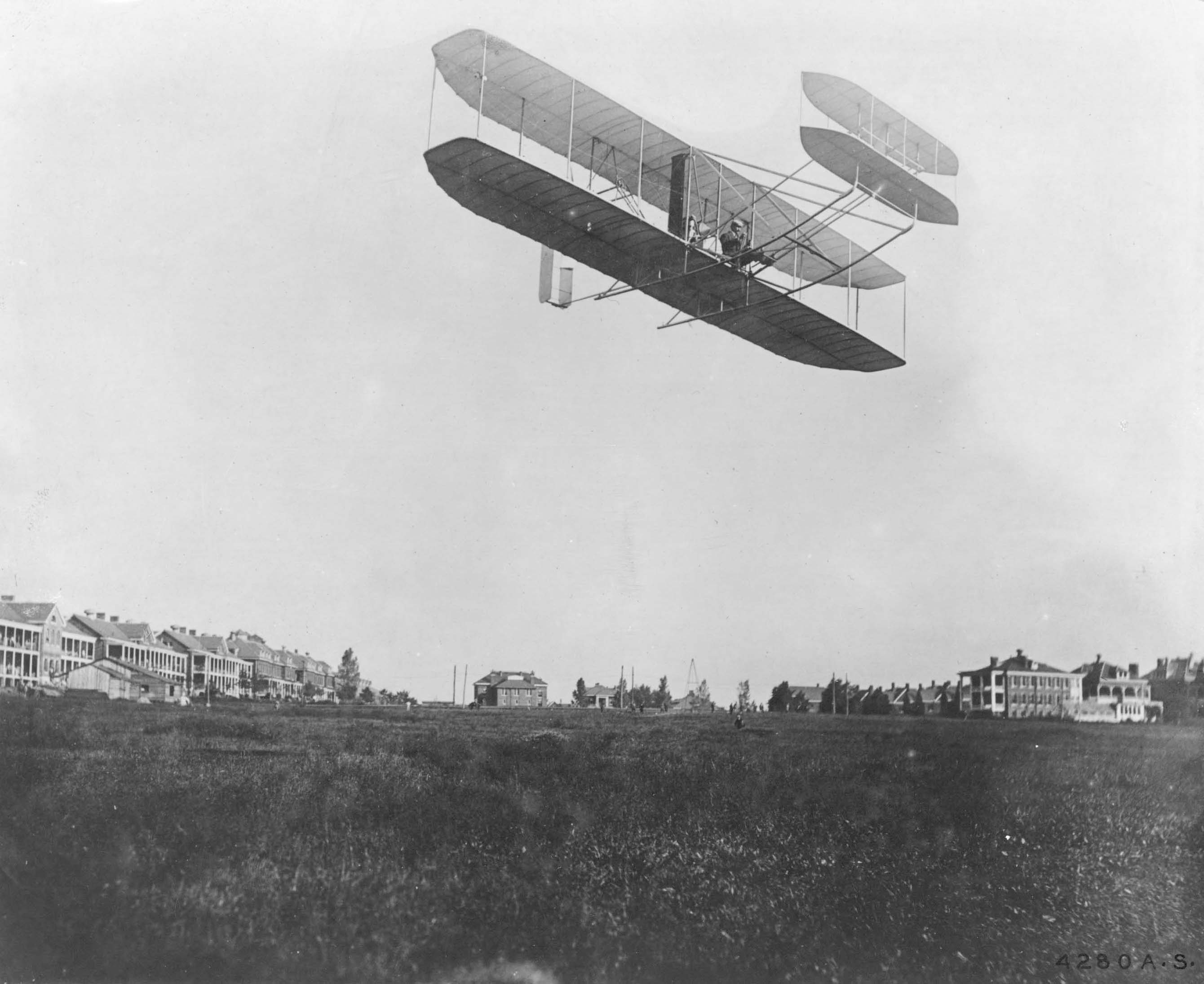
Wright Model A de 1908, des frères Wright

La même année, il se tue accidentellement à l'âge de 32 ans, le 12 juillet dans un meeting aérien au-dessus de Bournemouth, alors que son biplan Wright Model A tentait de s'imposer dans un concours d’atterrissage. Son avion s'écrase à la suite de la rupture de la queue stabilisatrice, à environ 15 m d'altitude. Il repose au cimetière de son Manoir familial The Hendre de Llangattock Vibon Avel, au Pays de Galles. 

Statue de l'Hotel de Ville de Monmouth (Royaume-Uni)
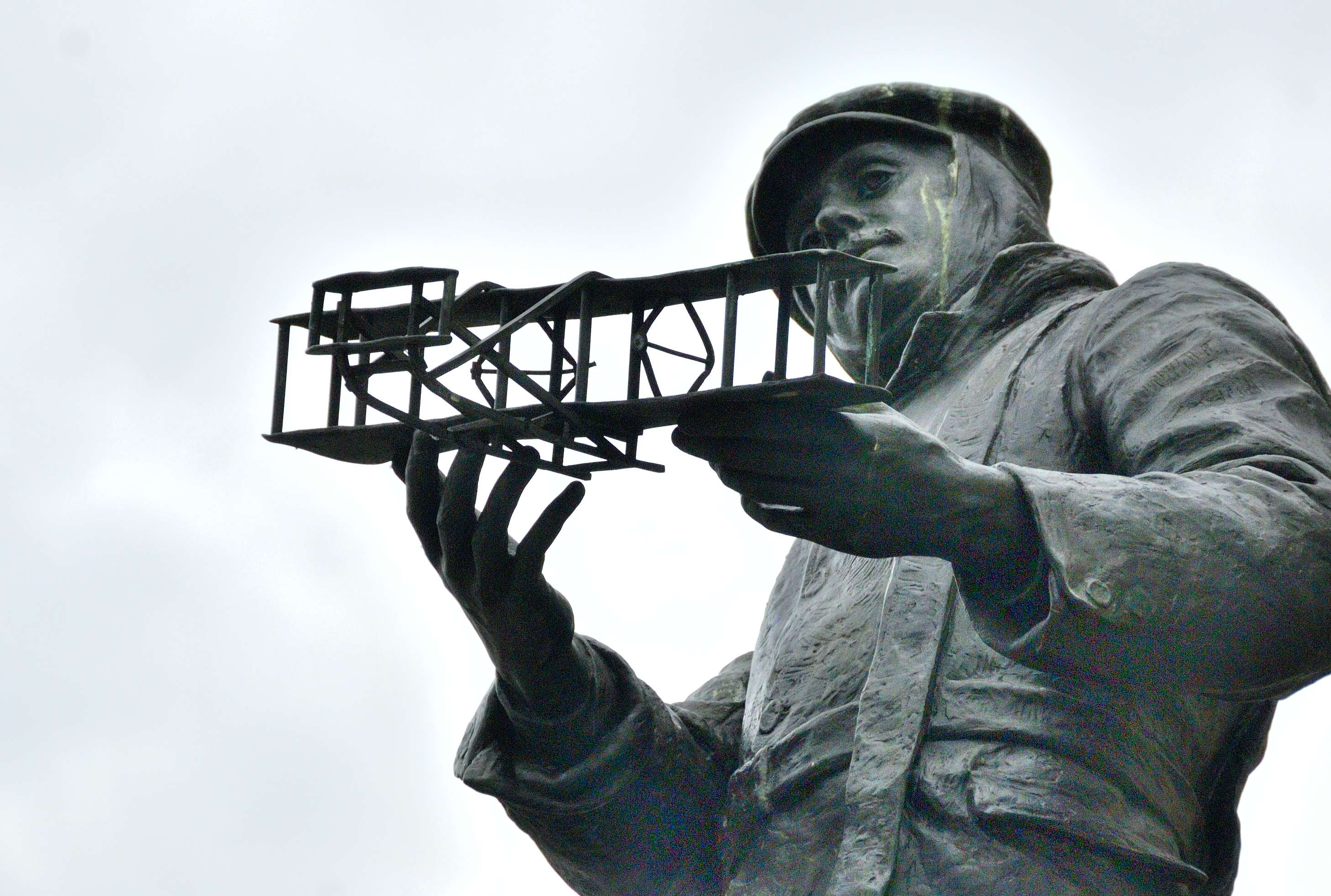
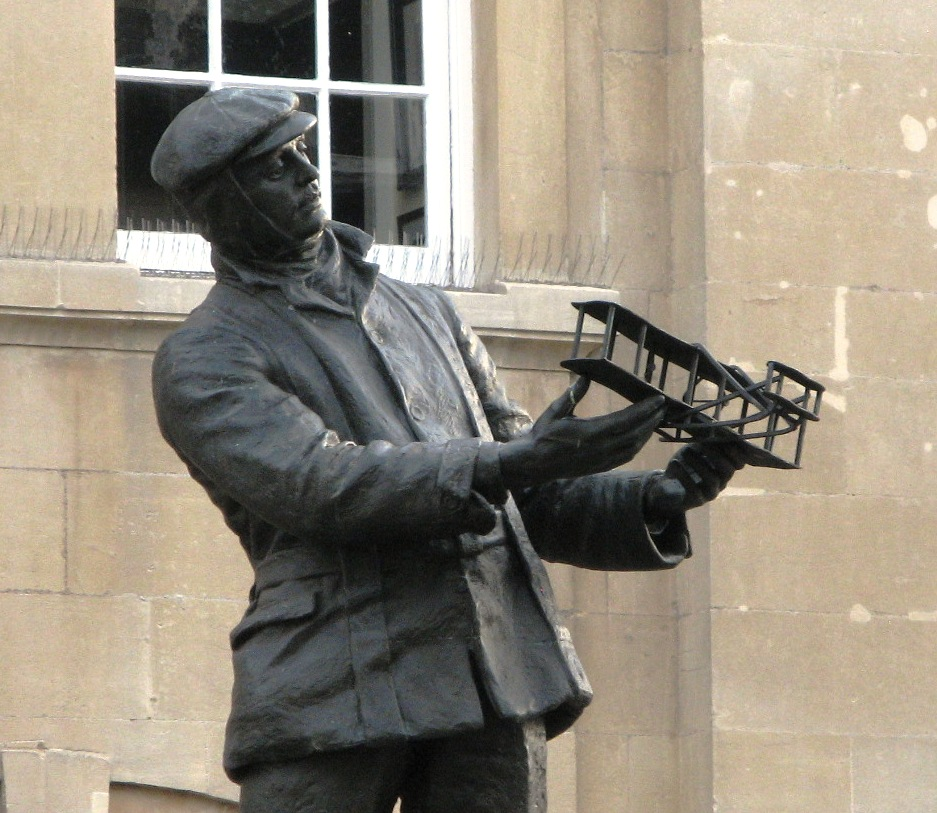
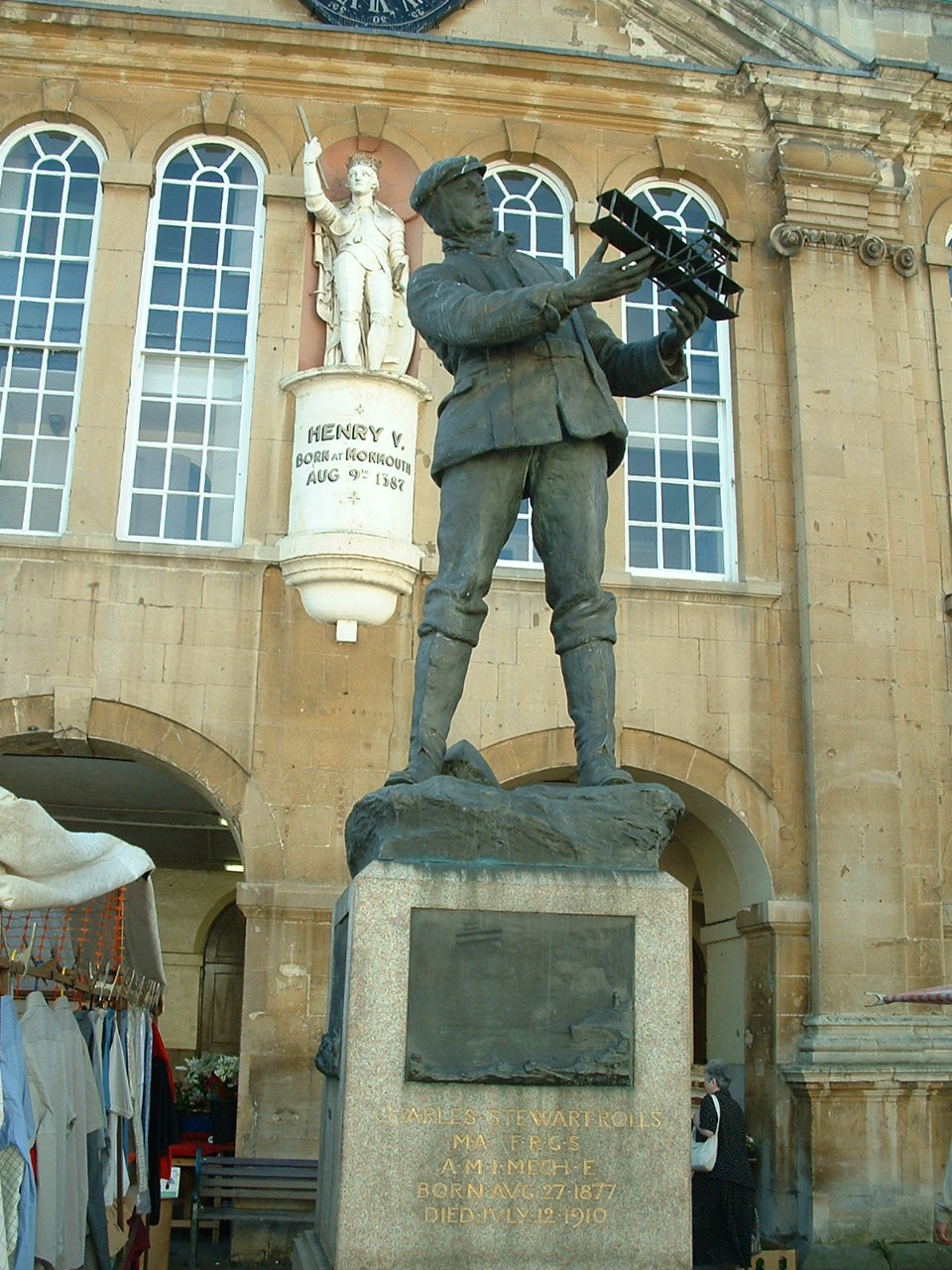
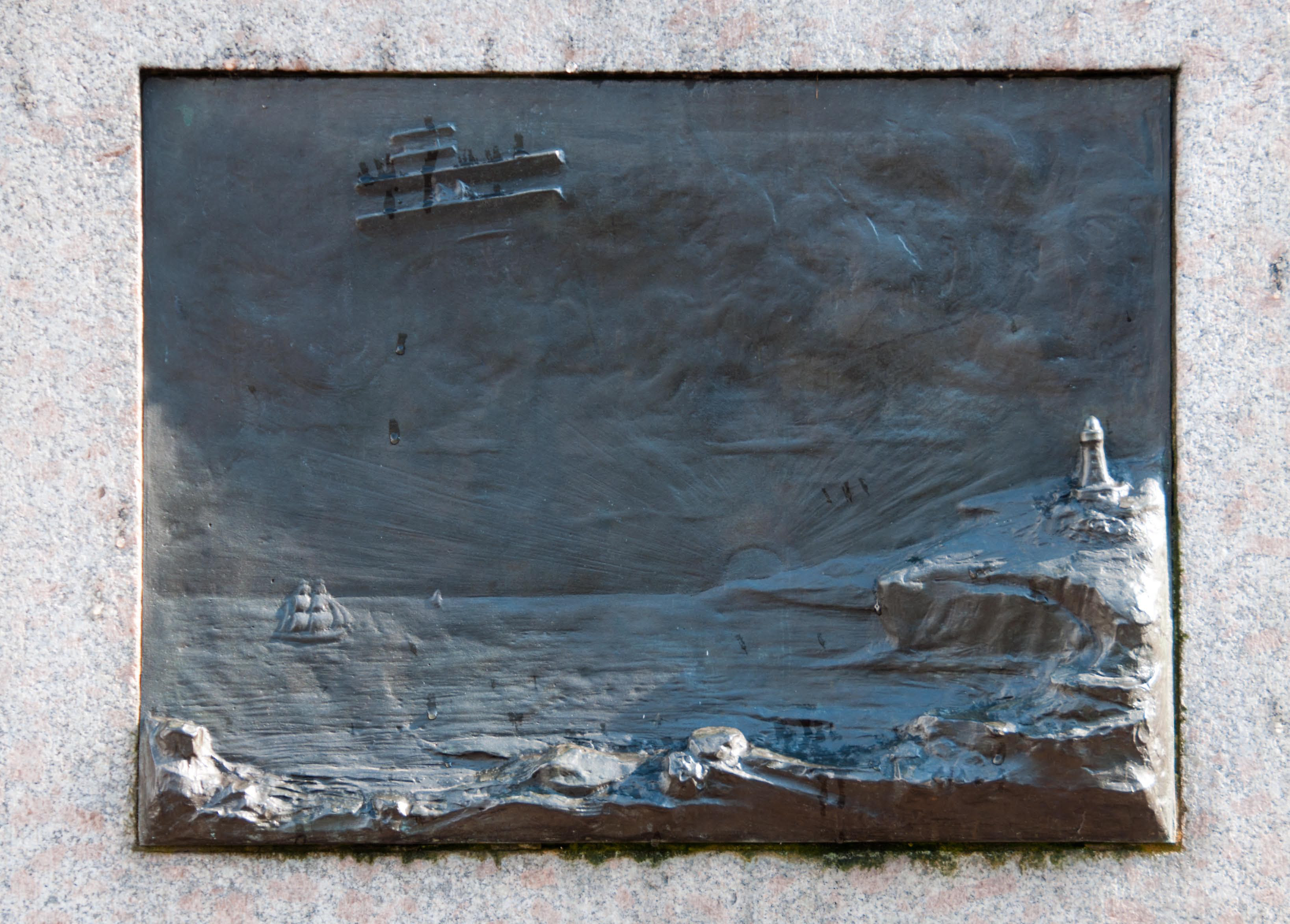
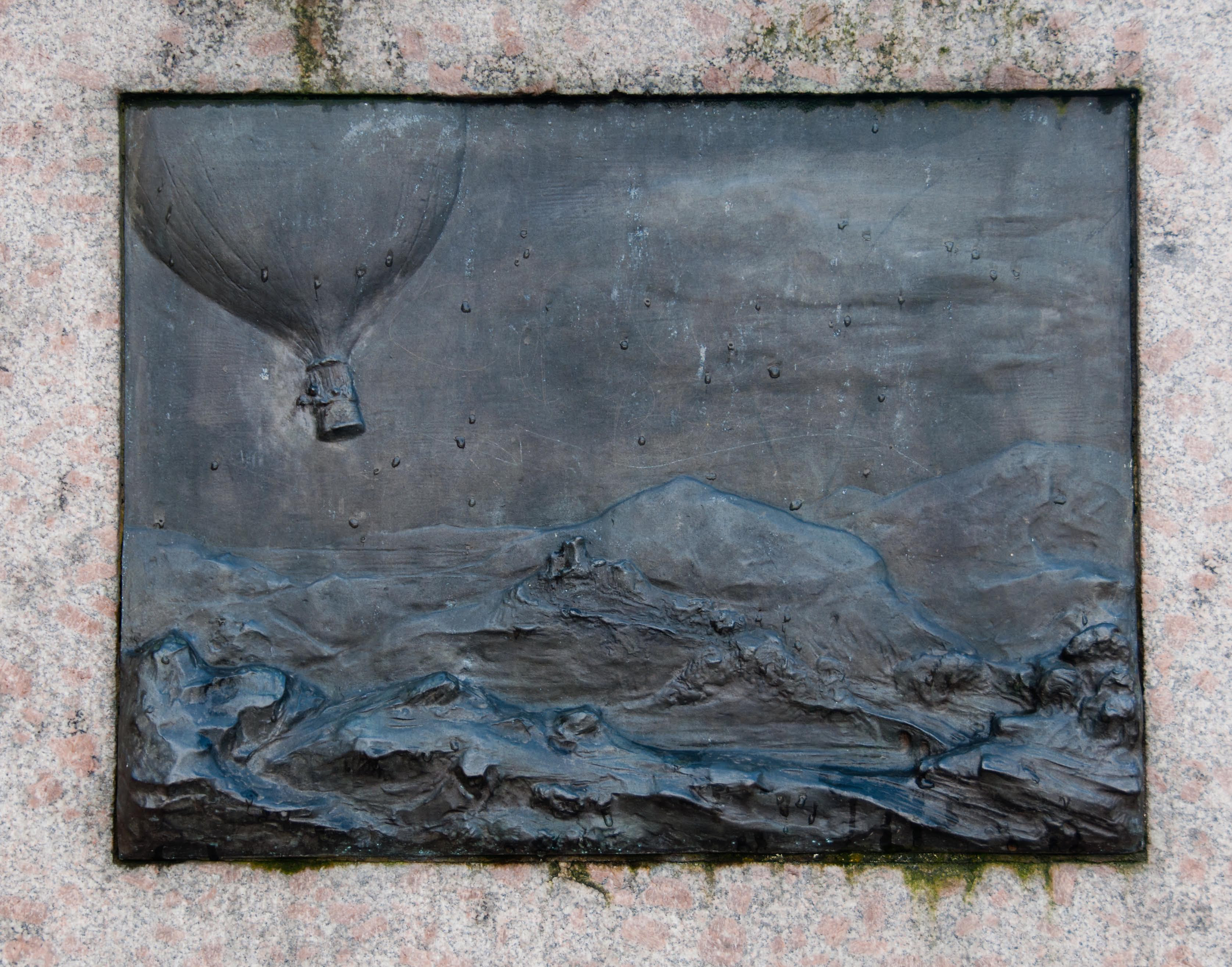